# Hasbruch
Der Hasbruch (niederdeutsch: Hasbrook) ist ein 627 Hektar großer Eichen-Hainbuchenwald im Landkreis Oldenburg in Niedersachsen, Deutschland, in dem sich einige Naturdenkmäler befinden. Seit 1997 steht der gesamte Wald unter Naturschutz.

## Geografie
Der Hasbruch – gesprochen Hasbruuch, also mit langem u und nicht wie etwa bei „Armbruch“ – liegt etwa 20 km östlich von Oldenburg (Oldenburg) in den Gemeinden Hude und Ganderkesee, am Rande der Wildeshauser Geest. Der vorherrschende kalkreiche Lehmboden und die hohe Feuchtigkeit begünstigen das Wachstum von Stieleichen, Rotbuchen und Hainbuchen. Einige Nadelholzarten wurden im 19. Jahrhundert eingeführt. Die Brookbäke fließt von Süden nach Norden durch den Hasbruch.

## Geschichte
Die früheste Erwähnung des Hasbruchs stammt aus einem Vertrag von 1258, in dem das Kloster Hude als Eigentümer mit den umliegenden Bauerschaften die ländlichen Nutzungsrechte vereinbarte. Damals war der Wald deutlich größer als heute, bis zum 18. Jahrhundert wurde er jedoch durch Plaggenhieb und teilweise rechtswidrige Rodungen stark verkleinert. Landwirtschaftlich wurde er auch als Hutewald genutzt, bis im 19. Jahrhundert die Bauern ihre Nutzungsrechte stückweise verkauften, zuletzt im Jahre 1882.

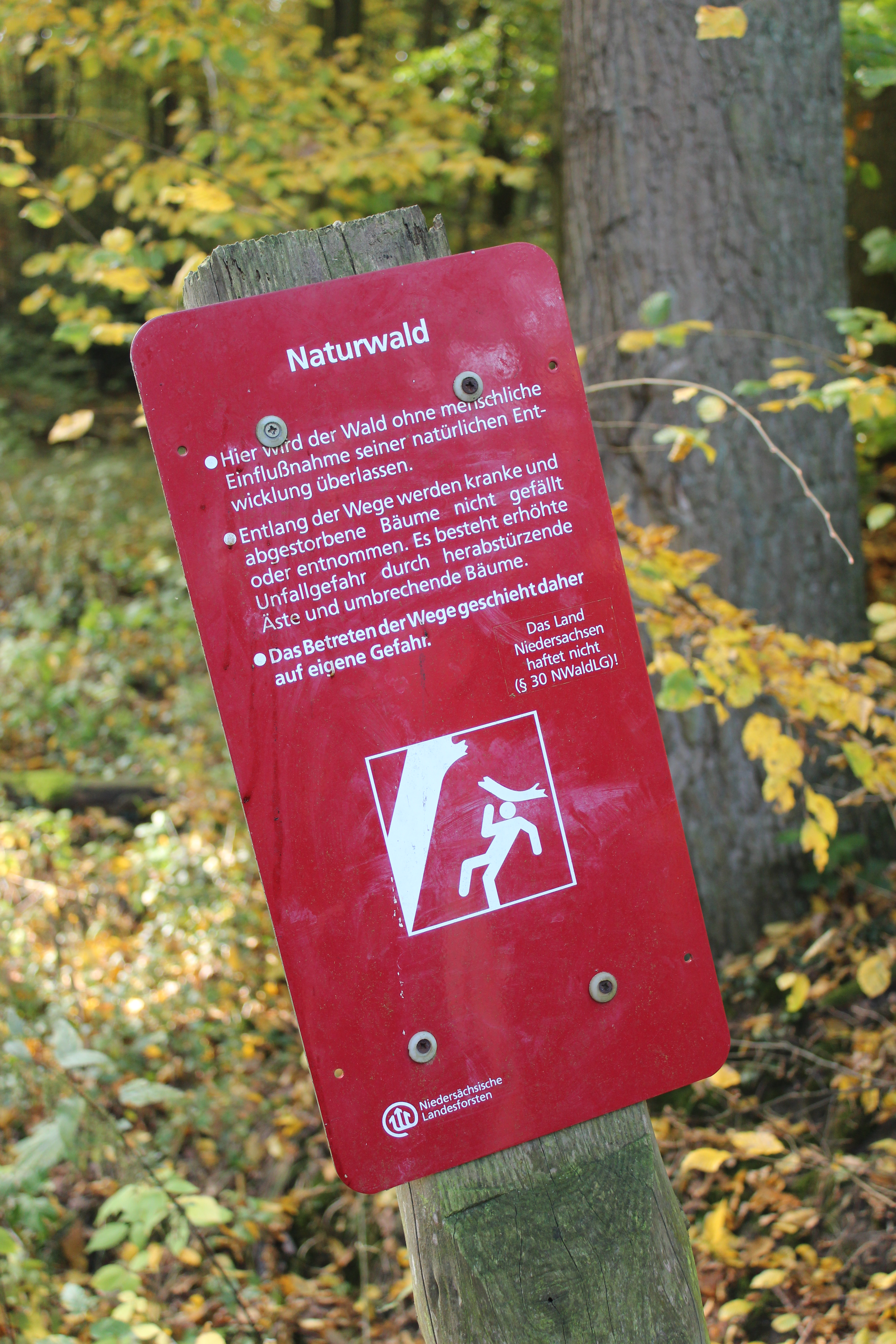
Warnschild vor herabfallenden Ästen im Naturwald Hasbruch

Die Entwicklung des Hasbruchs zum Naturschutz- und Erholungsgebiet begann um 1830, als durch ihn erste Spazierwege angelegt wurden. Die denkmalgeschützte Großherzogliche Oberförsterei Hasbruch entstand 1885.
1889 wurde ein 16,8 Hektar großes Gebiet des Hasbruchs unter Naturschutz gestellt, das fortan forstwirtschaftlich nicht mehr genutzt wurde. Dieses Gebiet wurde 1938 auf 29 Hektar erweitert. In den 1960er Jahren konnte die bereits geplante Teilung des Gebietes durch die A 28 verhindert werden. Seit 1997 stehen die gesamten 627 Hektar des Hasbruchs unter Naturschutz, davon sind etwa 40 Hektar als Naturwald ausgewiesen, werden also forstwirtschaftlich nicht genutzt oder gepflegt. 
Das traditionsreiche Forstamt Hasbruch wurde 2005/2006 im Rahmen einer Verwaltungsreform aufgelöst.

## Flora und Fauna
Der Baumbestand des Hasbruchs besteht zu rund zwei Dritteln aus Eichen und einem Fünftel Buchen. Im restlichen Anteil (rund ein Achtel) sind unter anderem sogenannte Scheitel-Hainbuchen enthalten, die teils mehrere hundert Jahre alt sind und die zur Laubheugewinnung für das Vieh regelmäßig in rund zwei Metern Höhe „geköpft“ wurden. Im Zuge des nunmehr nicht mehr durch menschliche Eingriffe regulierten Nachwachs- und Verjüngungsprozesses in der „Urwaldzone“ verdrängen dort allmählich Buchen die alten Eichen; um dem im Hasbruch vorkommenden, sehr seltenen Eremit-Käfer, der sich in zerfallenden Alteichen entwickelt, weiterhin Lebensraum zu bieten, werden außerhalb des Kerngebietes gezielt junge Eichen gepflanzt, während nicht heimische Laubbäume entfernt werden. 
Im Hasbruch wurden insgesamt 1500 Tier- und Pflanzenarten gefunden, allerdings hat deren Zahl in den letzten Jahren abgenommen. Besonders auffällig ist der Rückgang der (trotzdem immer noch häufigen) Buschwindröschen, Im Hasbruch sind unter anderem die Hohe Schlüsselblume und die Einbeere heimisch; Mittelspecht, Feuersalamander und Schwarze Schnegel (eine Nacktschneckenart) haben hier ein Rückzugsgebiet.
Zur Sicherung des wertvollen Habitats wurde zwischen 2006 und 2008 die Brookbäke, die den Hasbruch von Süden nach Norden durchfließt, durch neue Mäanderbildung verlängert und renaturiert. Für Naturfreunde wurde in diesem Zusammenhang eigens ein kleiner hölzerner Aussichtsturm errichtet.

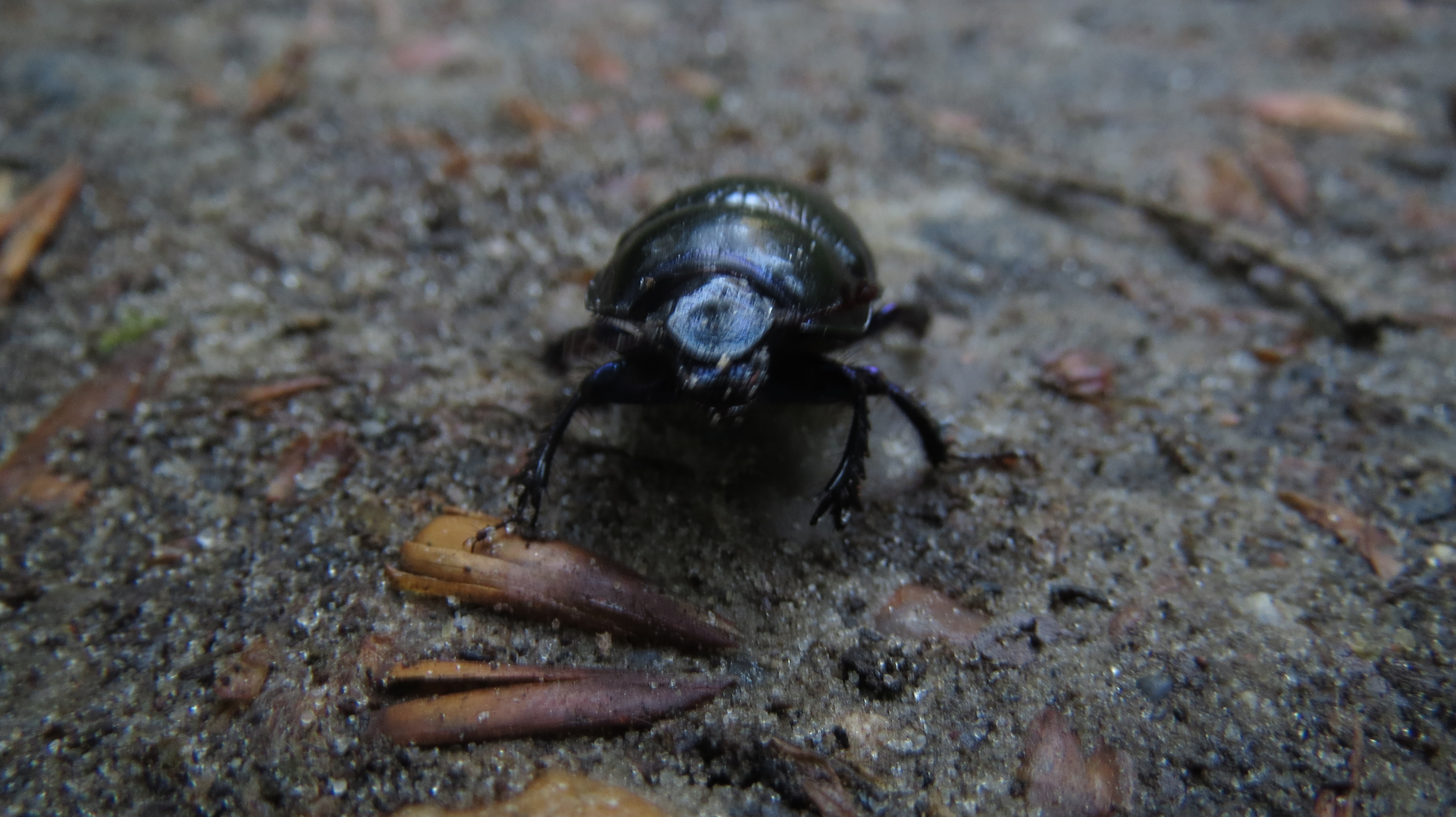
Schwarzkäfer
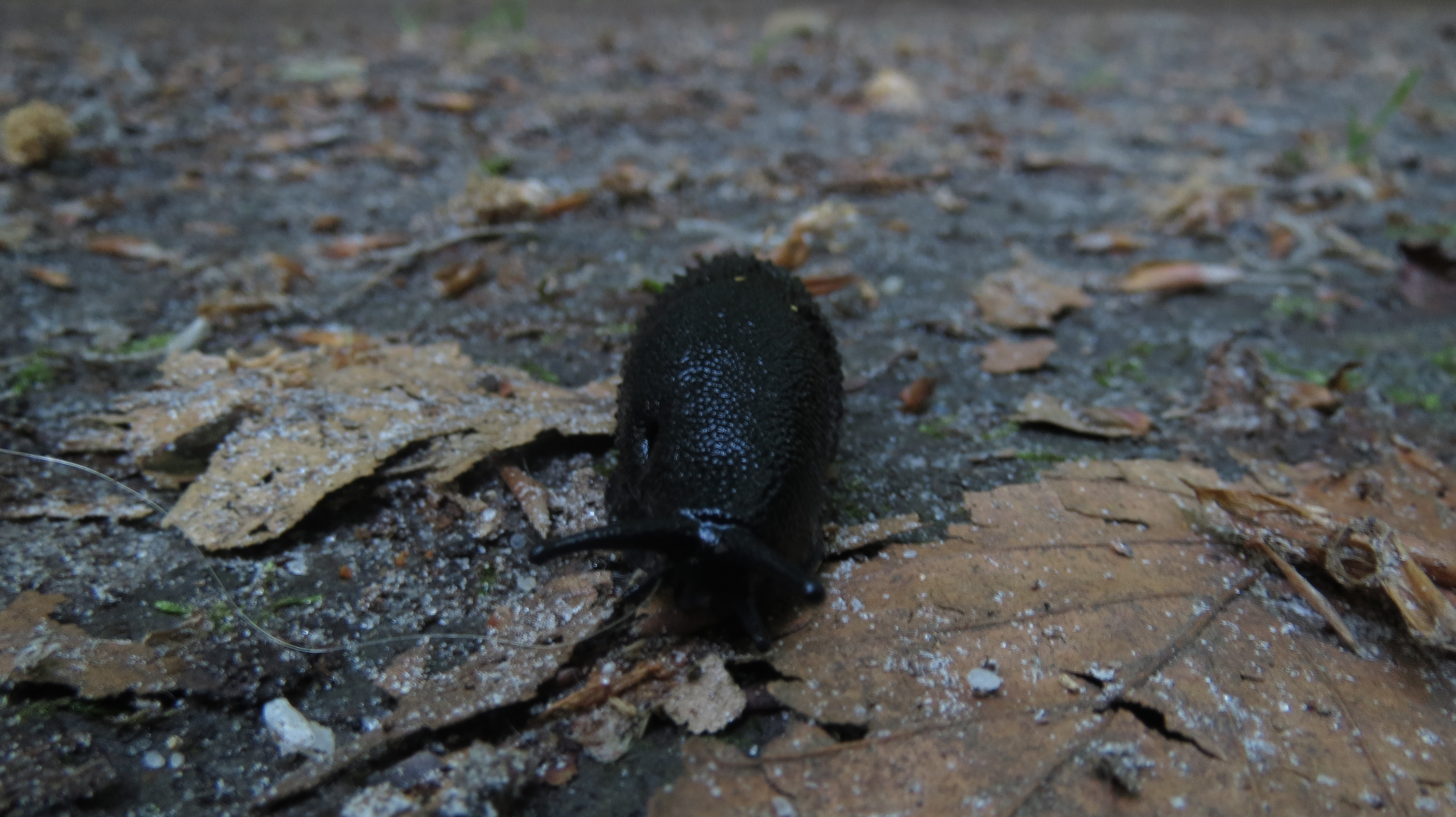
Schwarze Wegschnecke
Feuersalamander
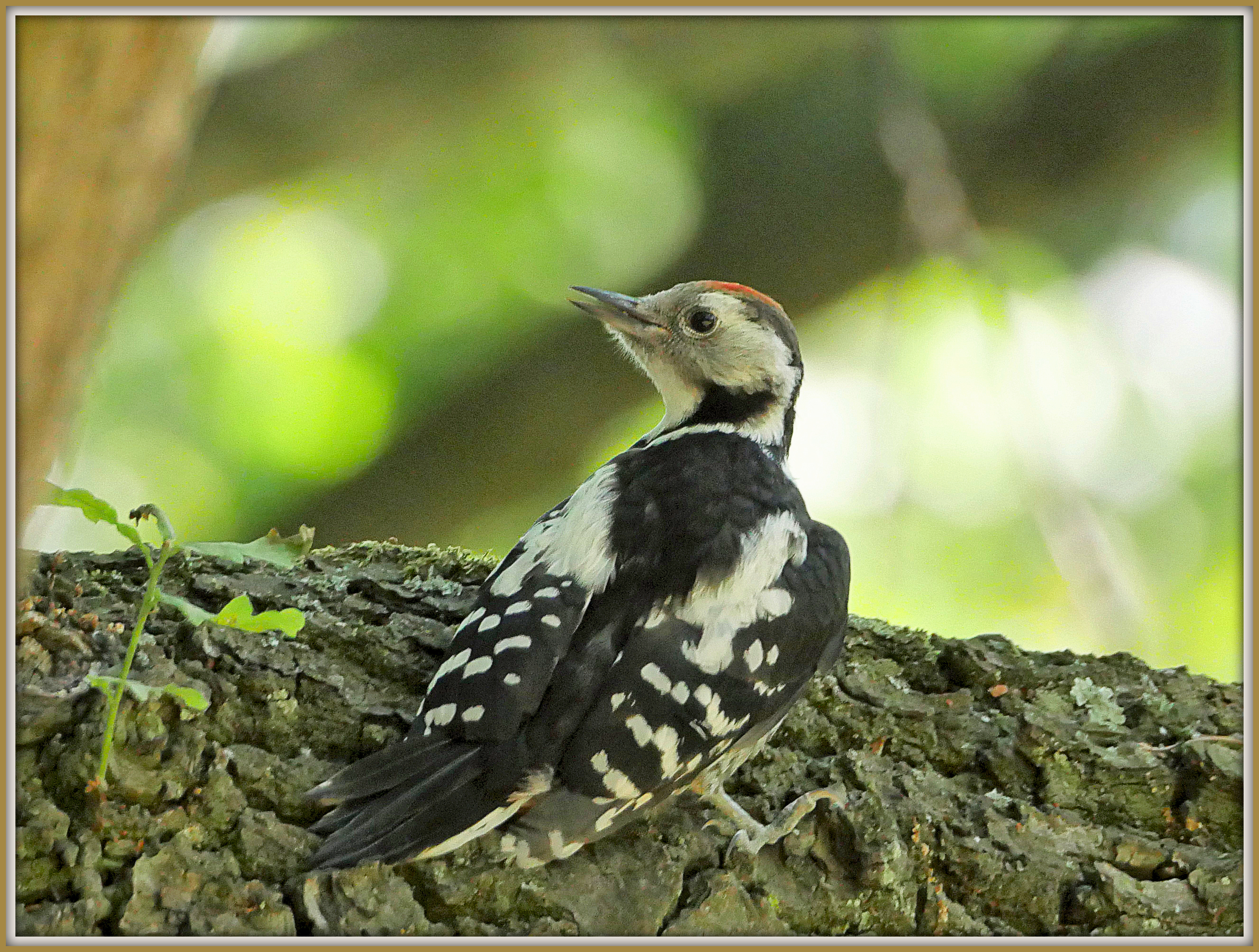
Mittelspecht

## Naturdenkmäler

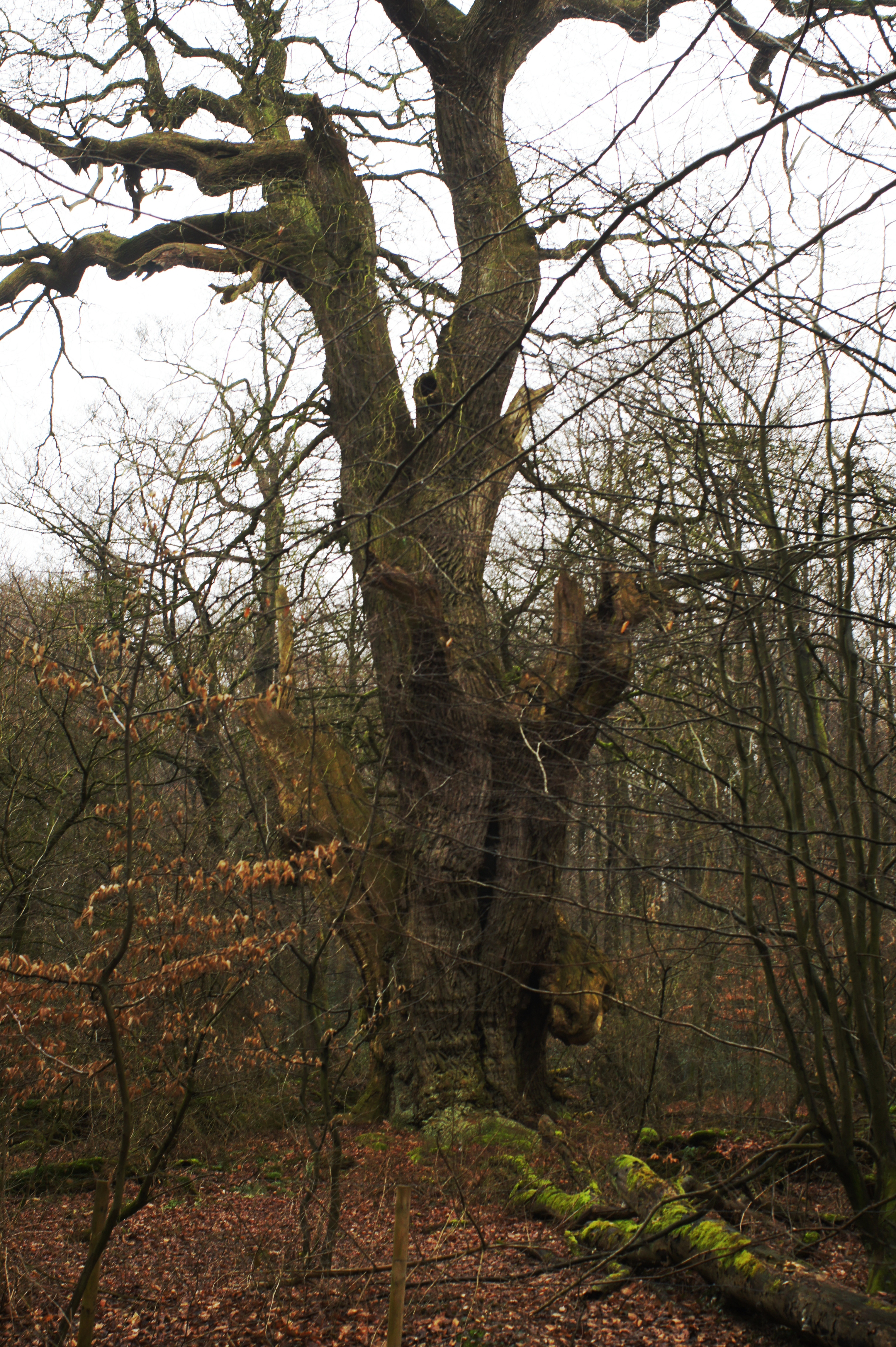
Die Friederikeneiche, März 2011

In den urwaldähnlich bewachsenen Naturwaldgebieten des Hasbruchs wachsen zahlreiche sehr alte und eindrucksvolle Bäume, vor allem Eichen. Einige dieser über 1000-jährigen Eichen bekamen vom damaligen Herzog Peter Friedrich Ludwig von Oldenburg Anfang des neunzehnten Jahrhunderts eigene Namen, andere Bäume wurden vom Volksmund benannt. Die meisten dieser Bäume sind aber im Laufe des zwanzigsten Jahrhunderts umgestürzt.
- Die Amalieneiche, vermutlich nach der früh verstorbenen Frau des Herzogs Friederike Elisabeth Amalie benannt, galt mit einem Alter von zuletzt 1250 Jahren als die älteste und beeindruckendste Eiche im Hasbruch. Am 10. Februar 1982 stürzte sie um. Ihre Reste können noch heute besichtigt werden.
- Die Friederikeneiche, ebenfalls nach Friederike Elisabeth Amalie von Oldenburg benannt, ist mit einem Alter von etwa 1200 Jahren die älteste heute lebende Eiche im Hasbruch und gilt als der älteste Baum in Niedersachsen. Der Brusthöhenumfang beträgt 7,81 m (2016).[4]
- Die Charlotteneiche, vermutlich benannt nach der Mutter des Herzogs Sophie Charlotte geb. Prinzessin von Schleswig-Holstein-Sonderburg-Beck, steht nicht mehr.
- Die Dicke Eiche fiel 1923 einem Feuer zum Opfer, das durch einen unvorsichtigen Raucher verursacht worden war.
- Die Liedertafeleiche brach 1926 unter einer Schneelast zusammen.

Die Elise-Fink-Eiche, die nicht zu den 1000-jährigen Eichen zählt, wurde 1949 nach der Heimatdichterin Elise Fink benannt.

## Waldweideprojekt

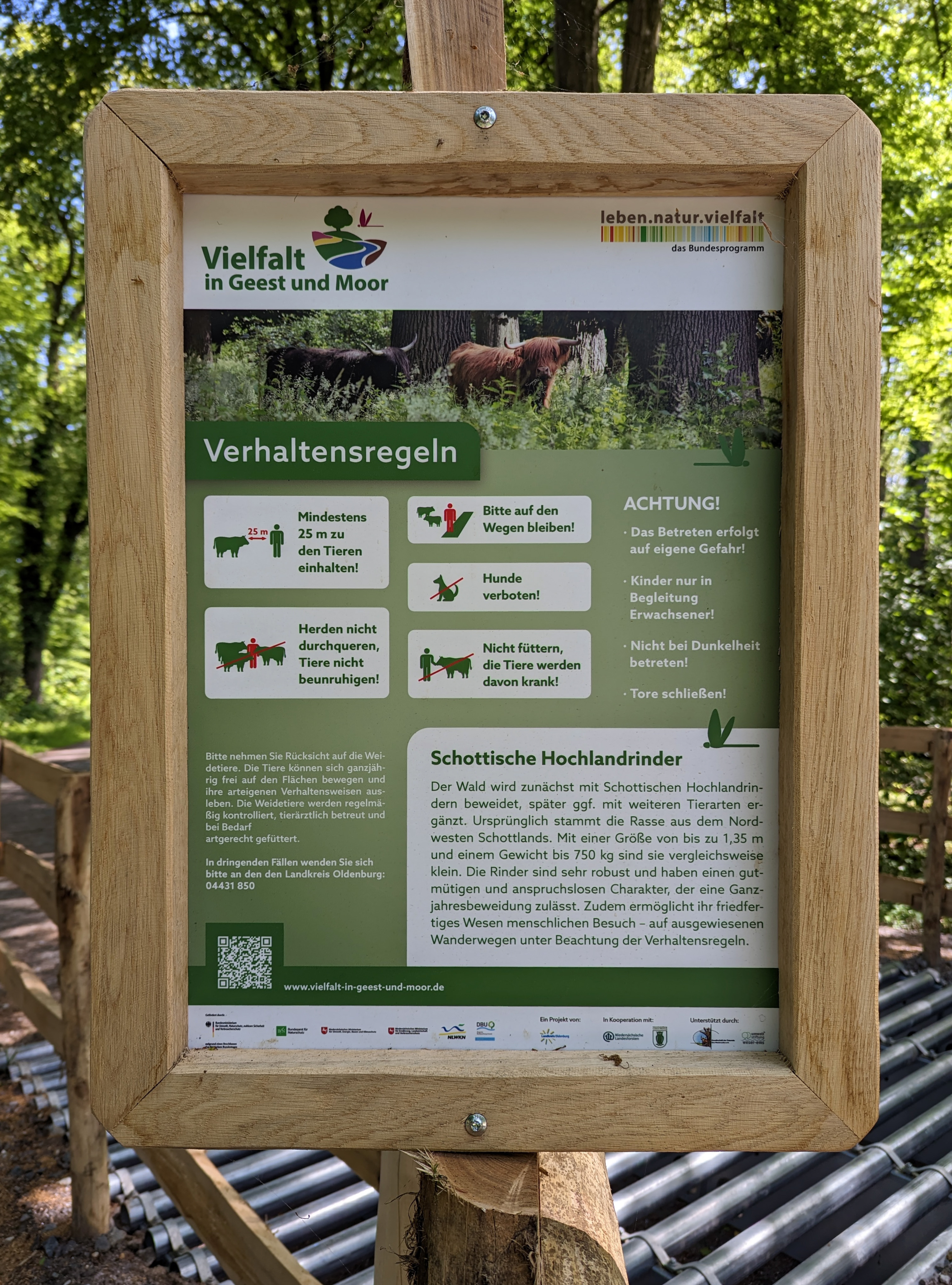
Verhaltensregeln am Gatter

Seit Mai 2023 weiden im südlichen Bereich des Hasbruch neun Schottische Hochlandrinder auf einer eingezäunten 36 Hektar großen Wald- und Wiesenfläche. Sie sind Teil eines Hutewald-Projektes, mit dem die Artenvielfalt gefördert werden soll.
Umgesetzt wurde das Projekt gemeinsam mit der Naturschutzstiftung des Landkreises Oldenburg in Kooperation mit den Niedersächsischen Landesforsten, der Umweltstiftung Weser-Ems und dem Projekt „Vielfalt in Geest und Moor“ aus dem Bundesprogramm biologische Vielfalt.

## Kunst
Die alten Bäume des Hasbruchs haben viele namhafte Künstler, darunter Friedrich Preller der Ältere, Theodor Presuhn, Edmund Kanoldt, Ludwig Fischbeck, zu ihren Werken inspiriert, so dass man heute zahlreiche Zeichnungen, Gemälde und auch Fotos vom Hasbruch besitzt, auf denen unter anderem auch die inzwischen nicht mehr existierenden markanten Eichen dokumentiert sind.
Der 1940 in Swinemünde geborene, in Hude lebende Holzbildhauer und Fotograf Wolf E. Schultz hat sich im Hasbruch – wie er bekundete – nicht nur regelmäßig Inspirationen für seine Skulpturen geholt, sondern auch selbst den Wald künstlerisch mitgestaltet. So findet man dort seine weit überlebensgroße, aus einem noch stehenden Baumstamm geschaffene Holzskulptur „Gaias Tochter“.

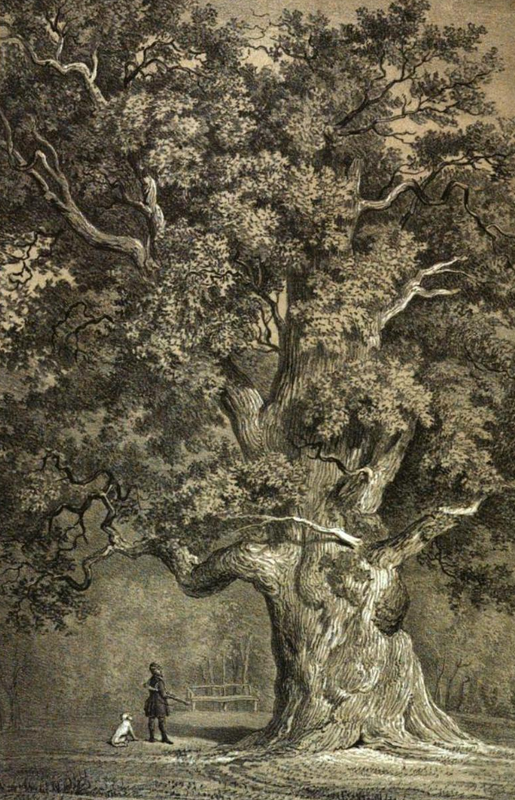
Eduard Mielck: Die Dicke Eiche
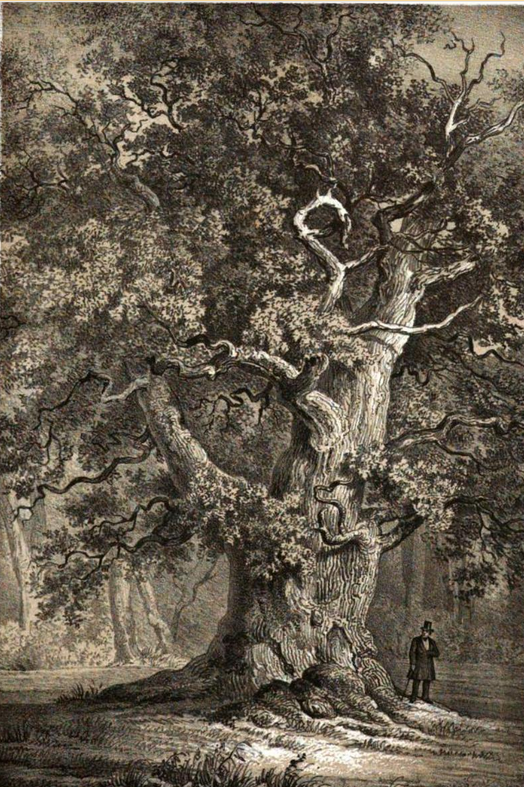
Eduard Mielck: Die Amalieneiche
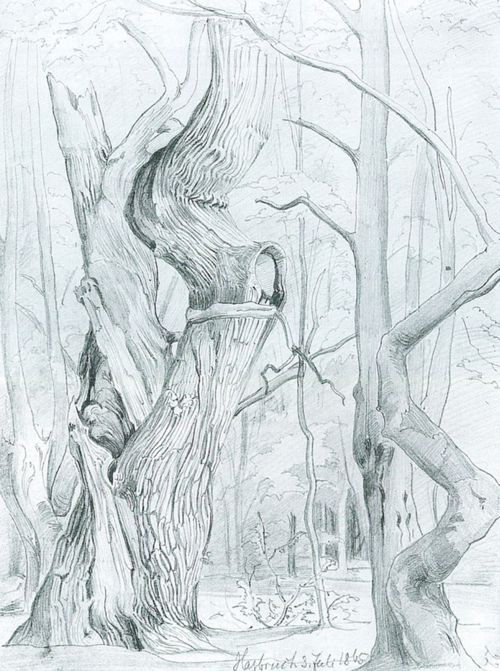
Edmund Kanoldt: Baumstudie (Hasbruch)
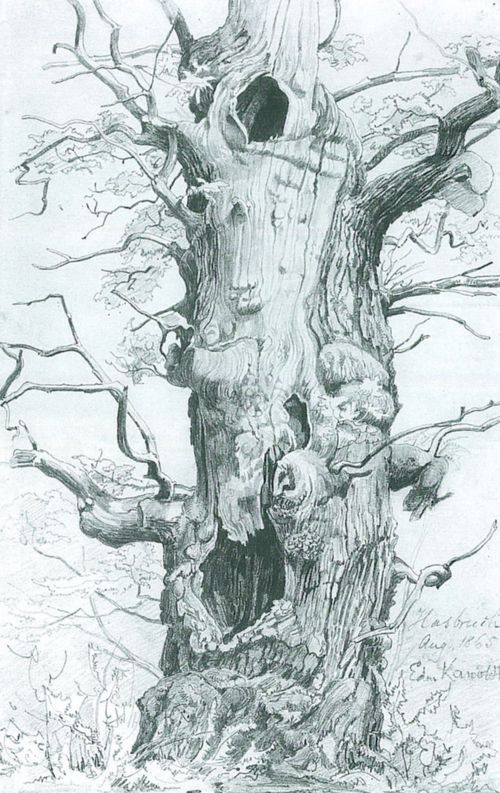
Edmund Kanoldt: Baumstudie (Hasbruch)
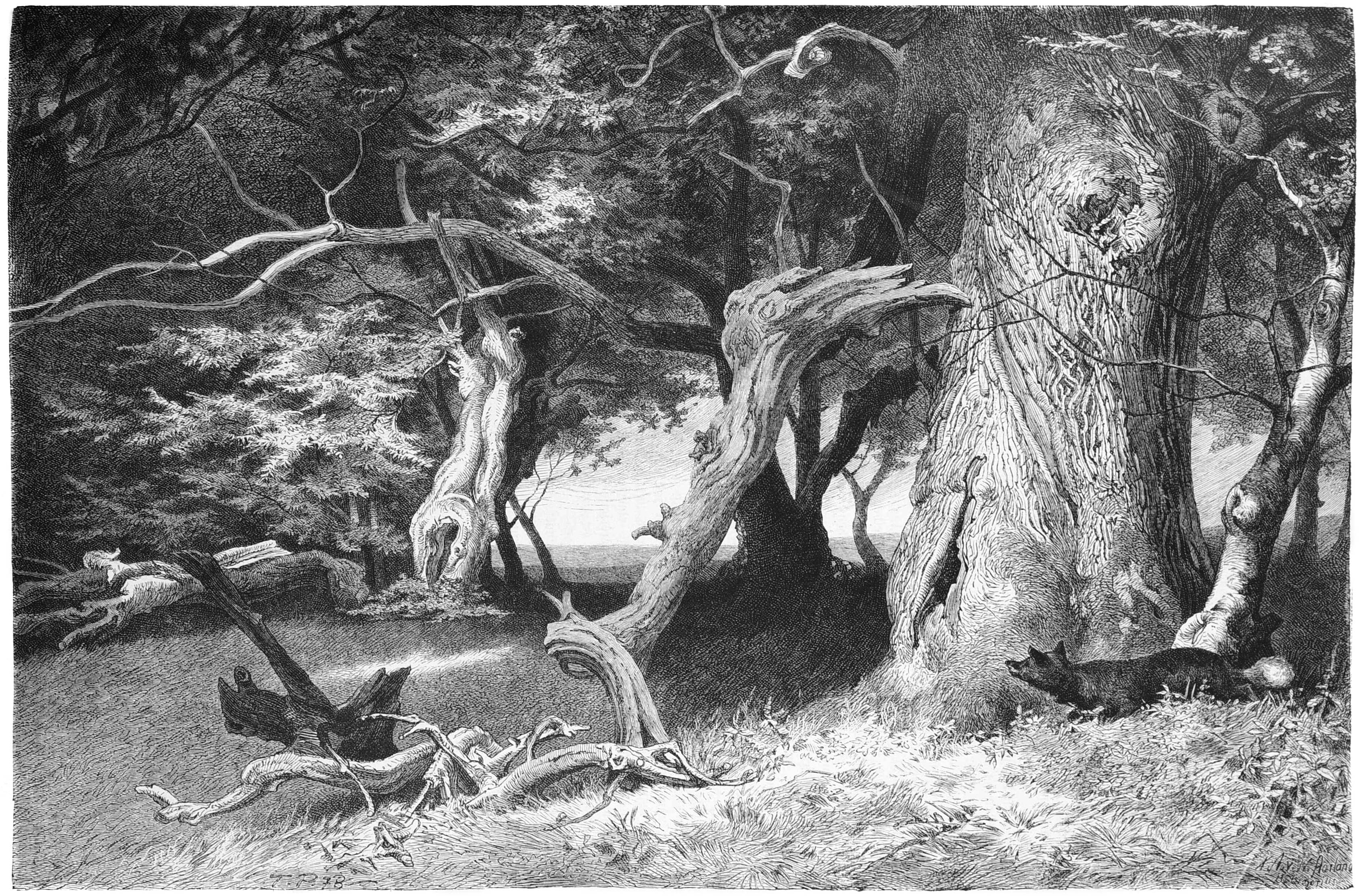
„Motiv aus dem Hasbruch“. Zeichnung von F. Presuhn
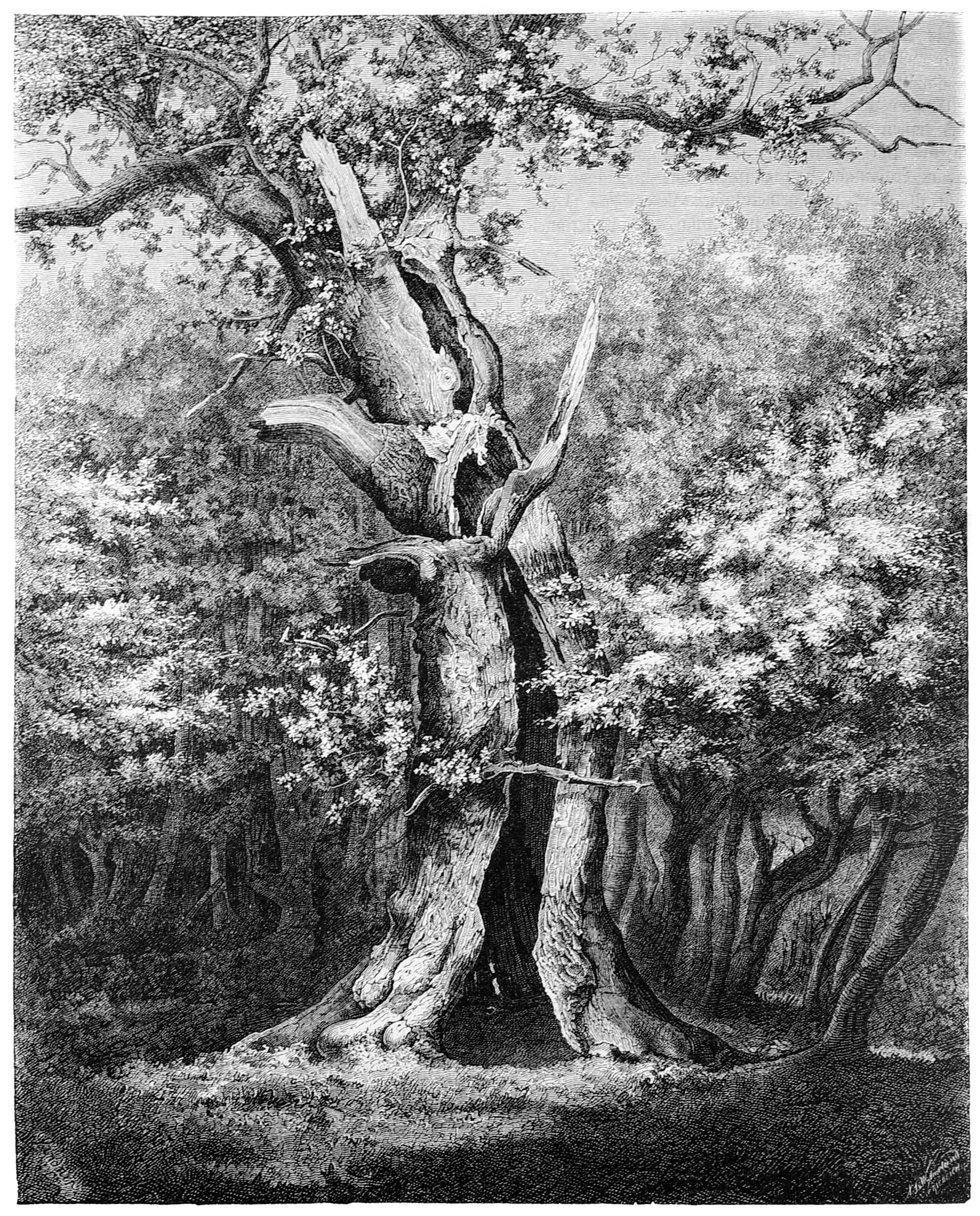
Die „Hohle Eiche“ nach F. Lindner
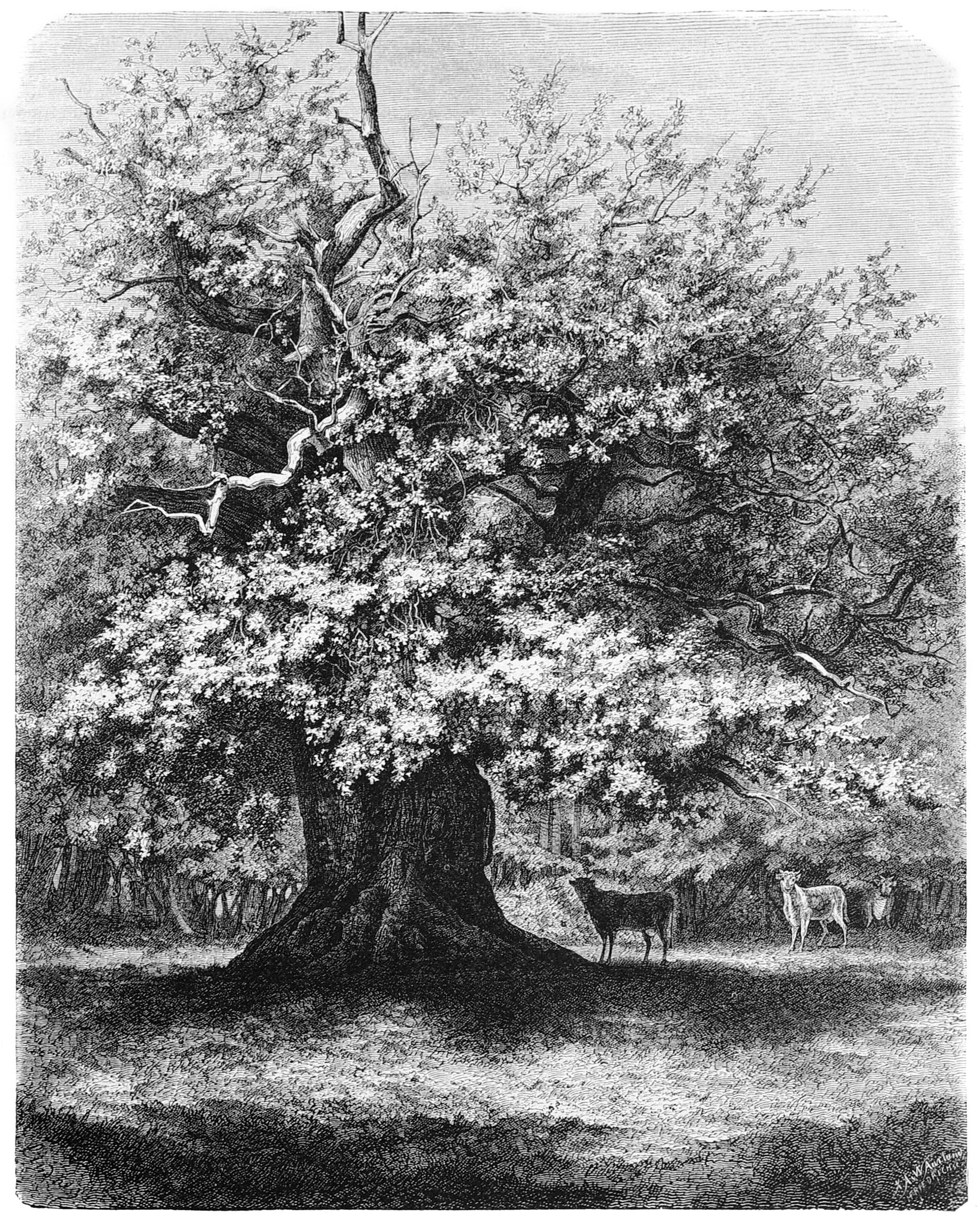
Die „Amalien-Eiche“ nach F. Lindner
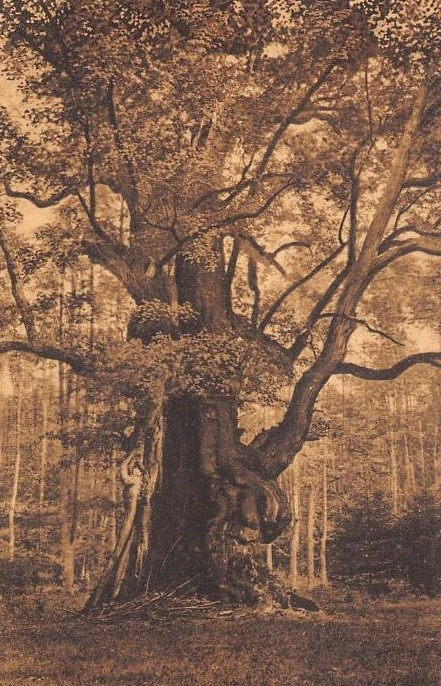
Die Liedertafeleiche. Unbekannter Künstler
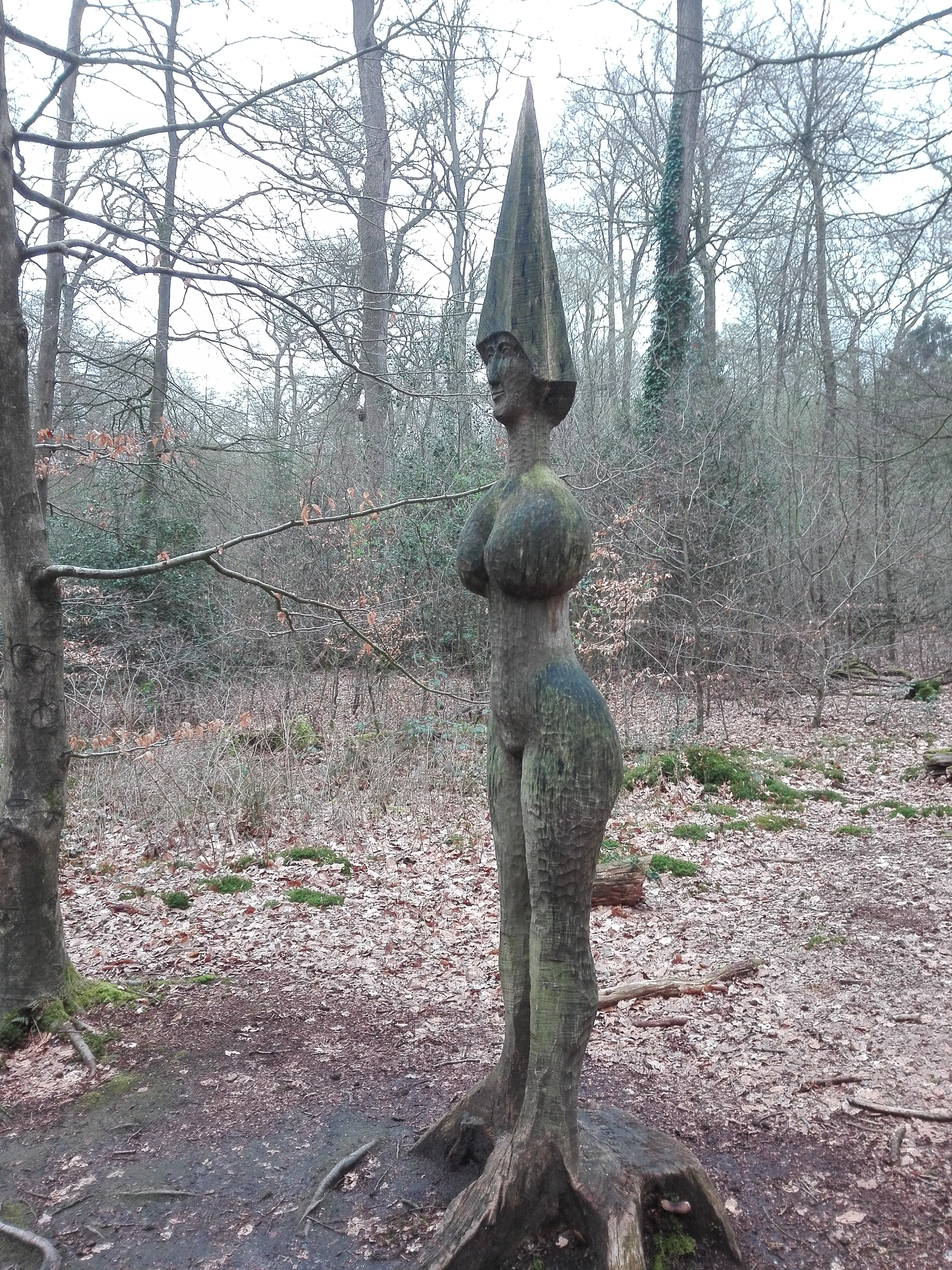
Wolf E. Schultz: „Gaias Tochter“

## Hasbruchsingen
1863 trafen sich erstmals Chöre aus Oldenburg und Bremen zum gemeinsamen Singen an der Liedertafeleiche. Die alte 1200-jährige Eiche ist abgestorben, so dass das neuzeitliche Hasbruchsingen, welches am 8. Juni 1980 wieder aufgenommen wurde, jährlich vor der Jagdhütte Hasbruch stattfindet. Neben dem Platz wurde 1989 eine Chor-Linde gepflanzt.

## Gesellschaft der Freunde des Hasbruch e. V.
Der Verein wurde ursprünglich 1964 als Bürgerinitiative gegründet, als die Trassenführung der Bundesautobahn 28 mitten durch den Hasbruch geplant wurde. An der Stelle der historischen Jagdhütte wäre eine Autobahnraststätte gebaut worden. Eine Teilung des Hasbruchs konnte damals verhindert werden.
Heute hat sich der Verein zu einer Naturschutzorganisation entwickelt. Er fördert unter anderem Maßnahmen, die dem Schutz, der Pflege und Erhaltung des Hasbruchs und seiner Umgebung als Naturschutzgebiet dienen. Am 25. Oktober 2014 fand die 50-Jahr-Feier des Vereins statt.

Impressionen vom Hasbruch
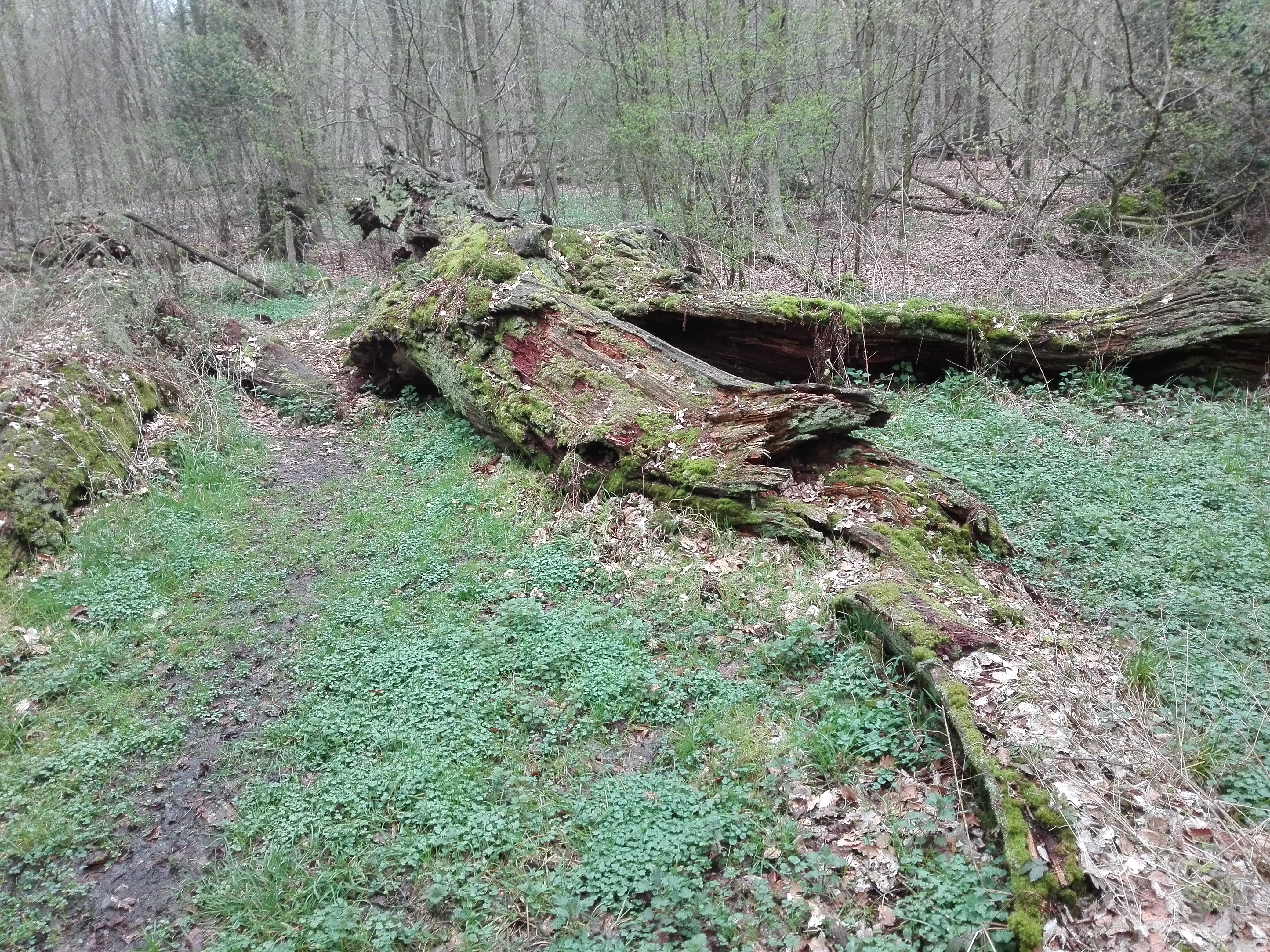
Astreste der Amalieneiche
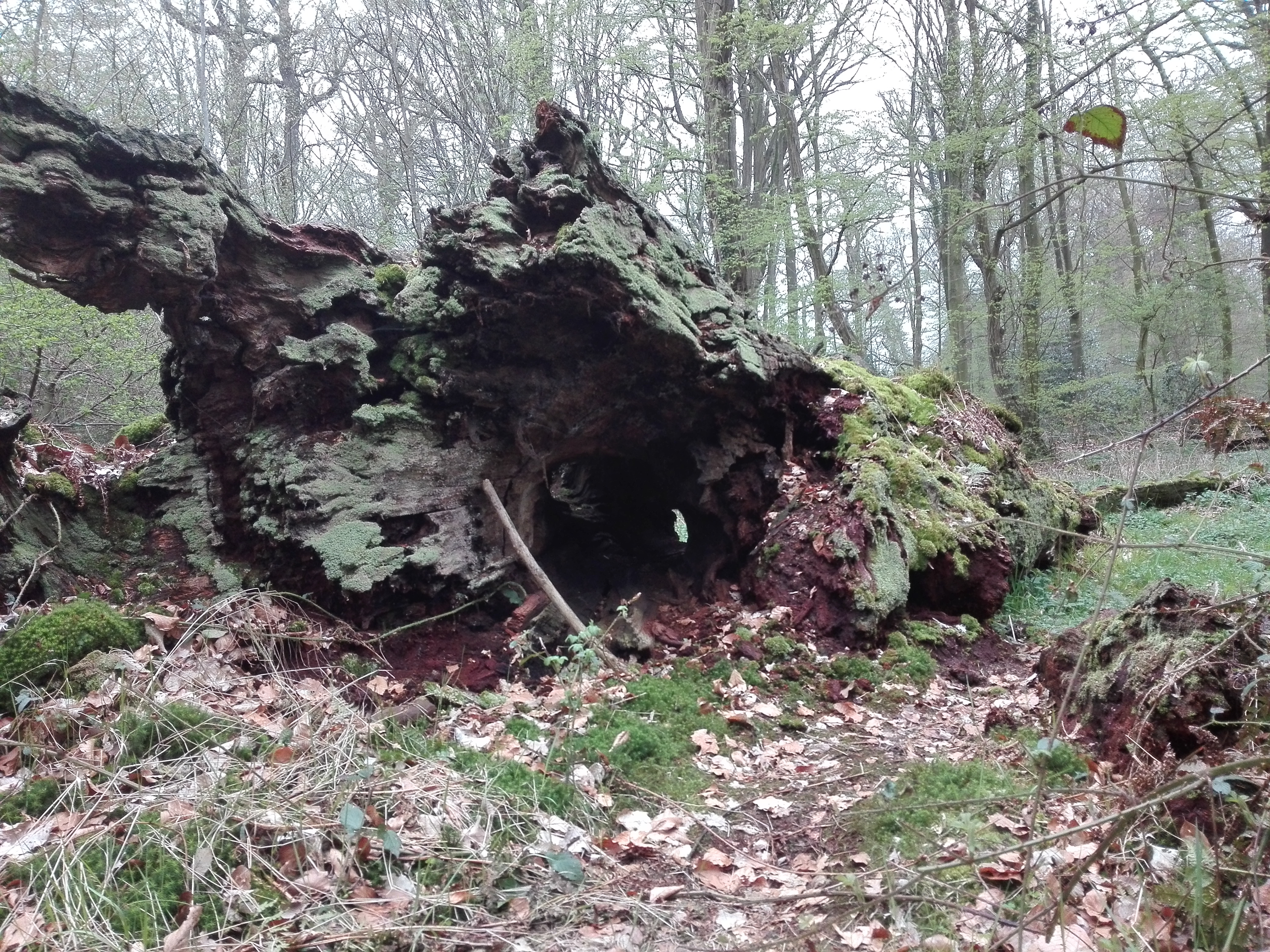
Rest vom Hauptstamm der Amalieneiche
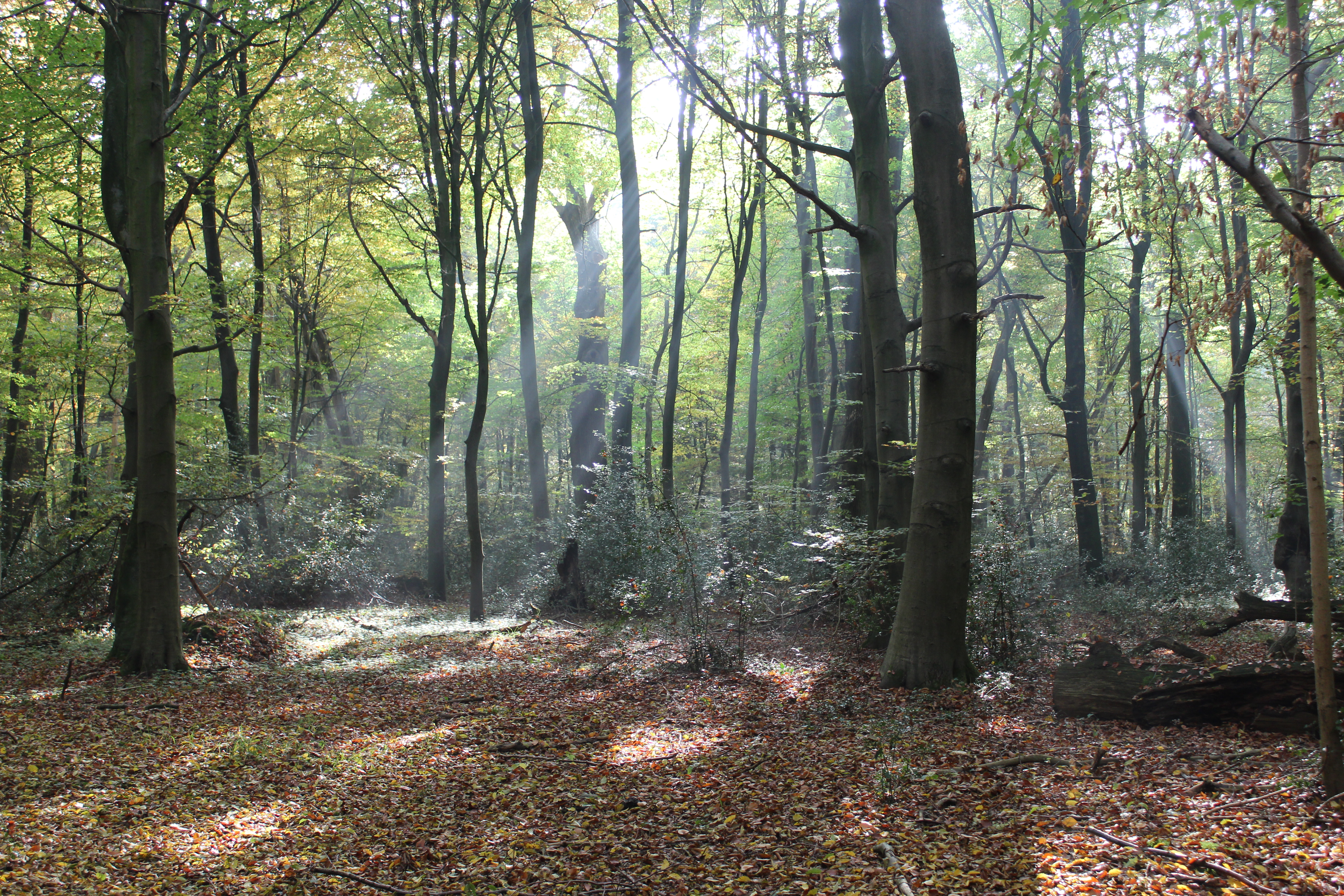
Lichteinfall im Urwald
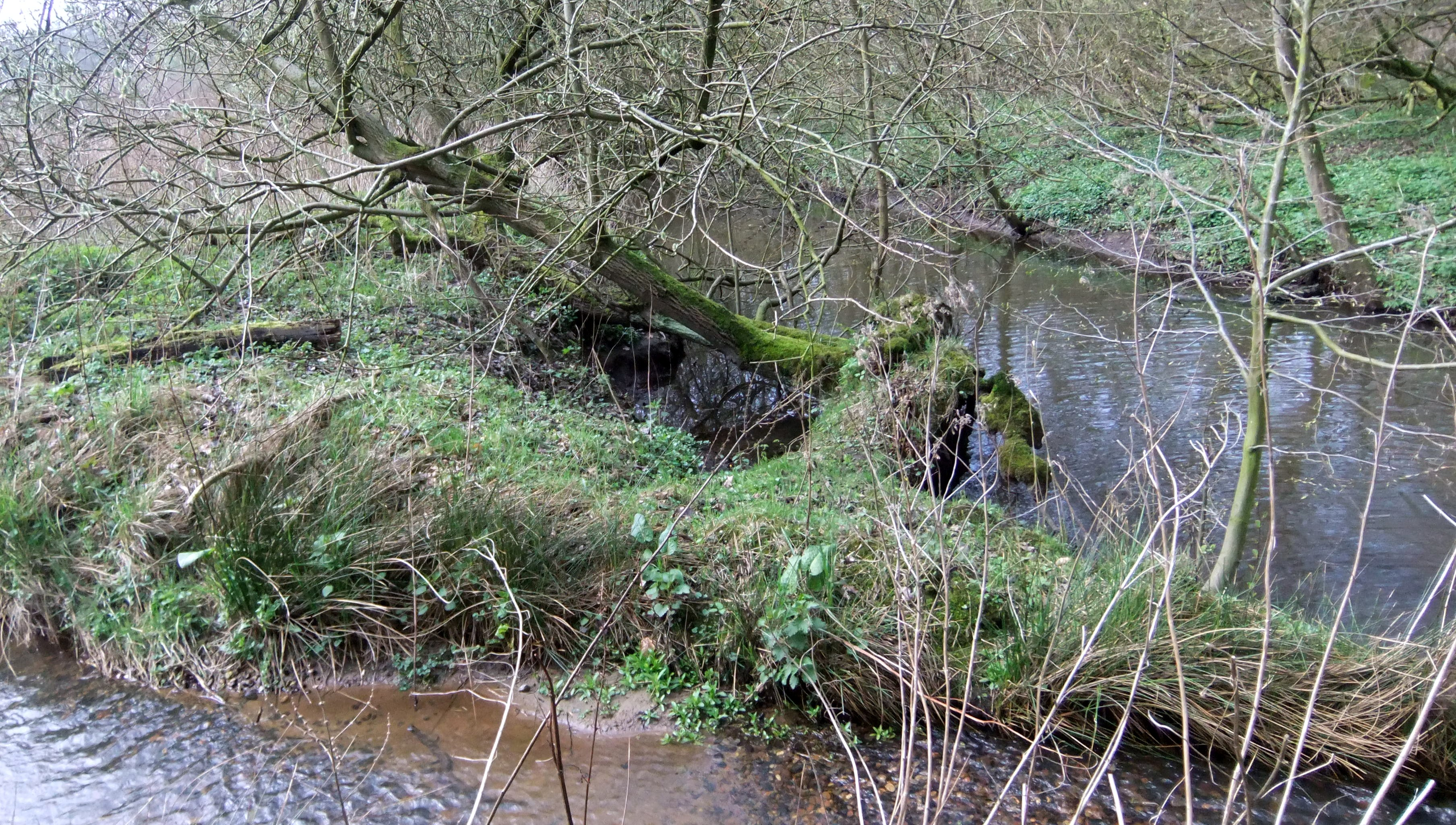
Die Brookbäke
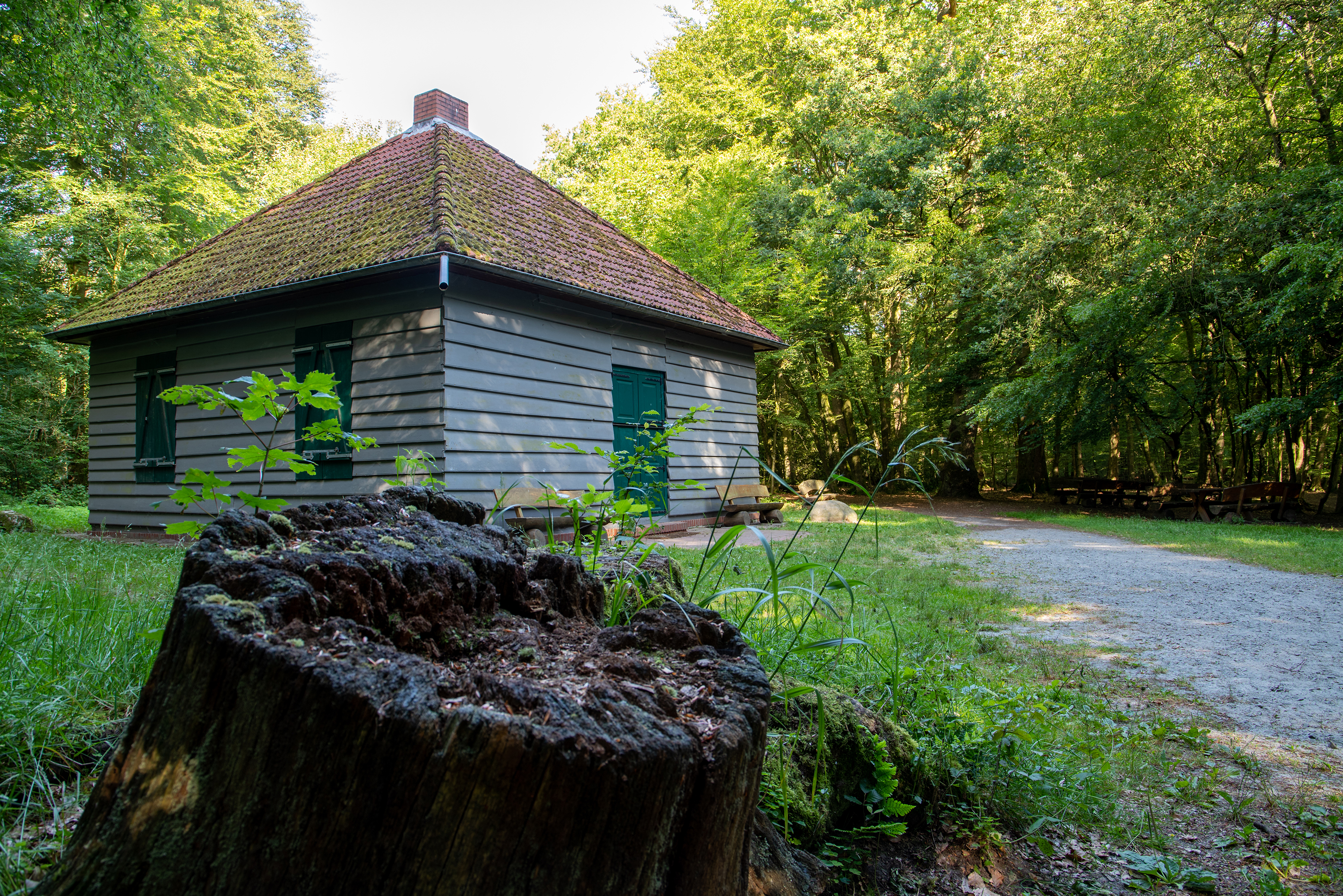
Jagdhütte Hasbruch von 1857
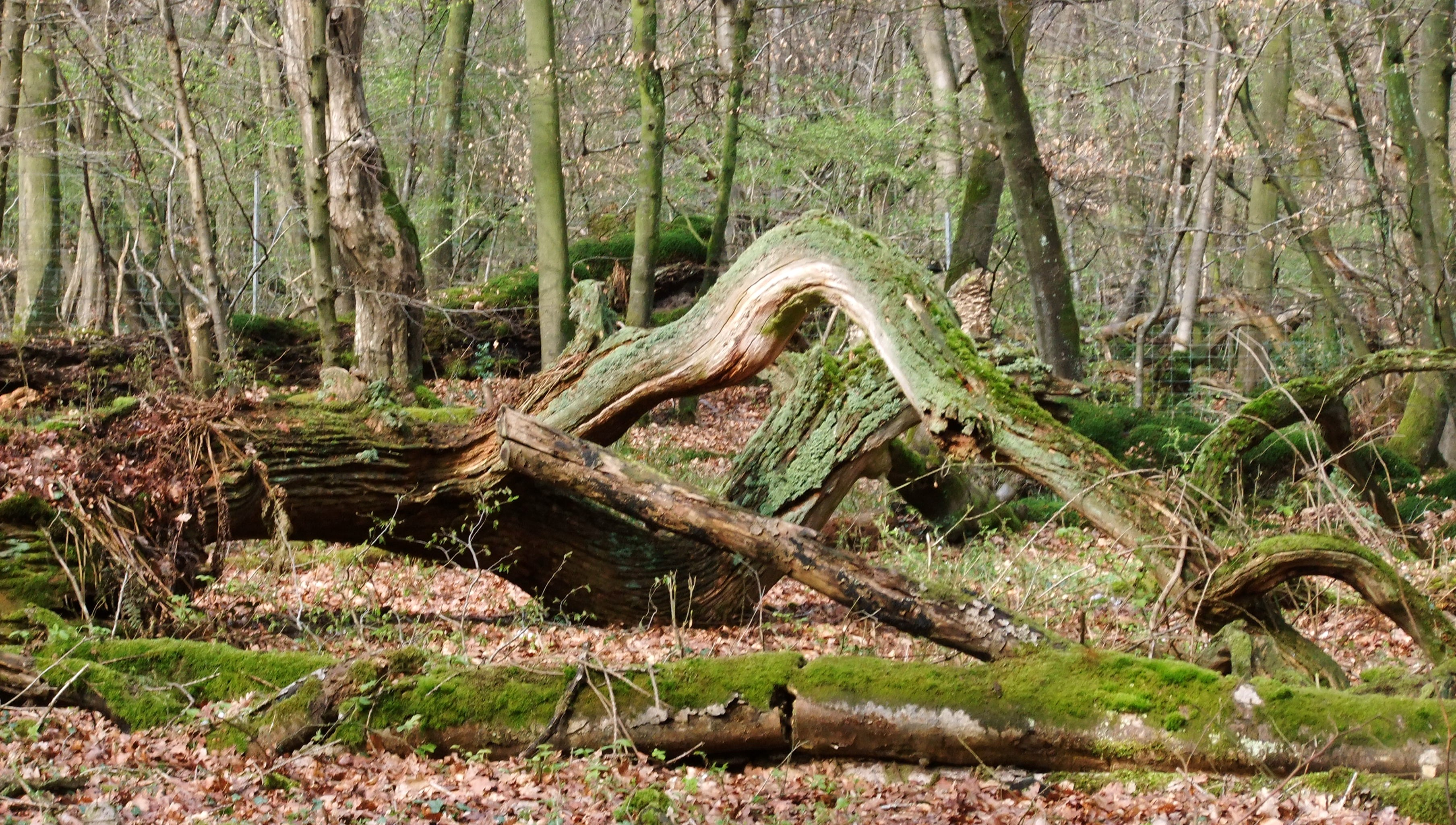
Typisches Urwaldszenario
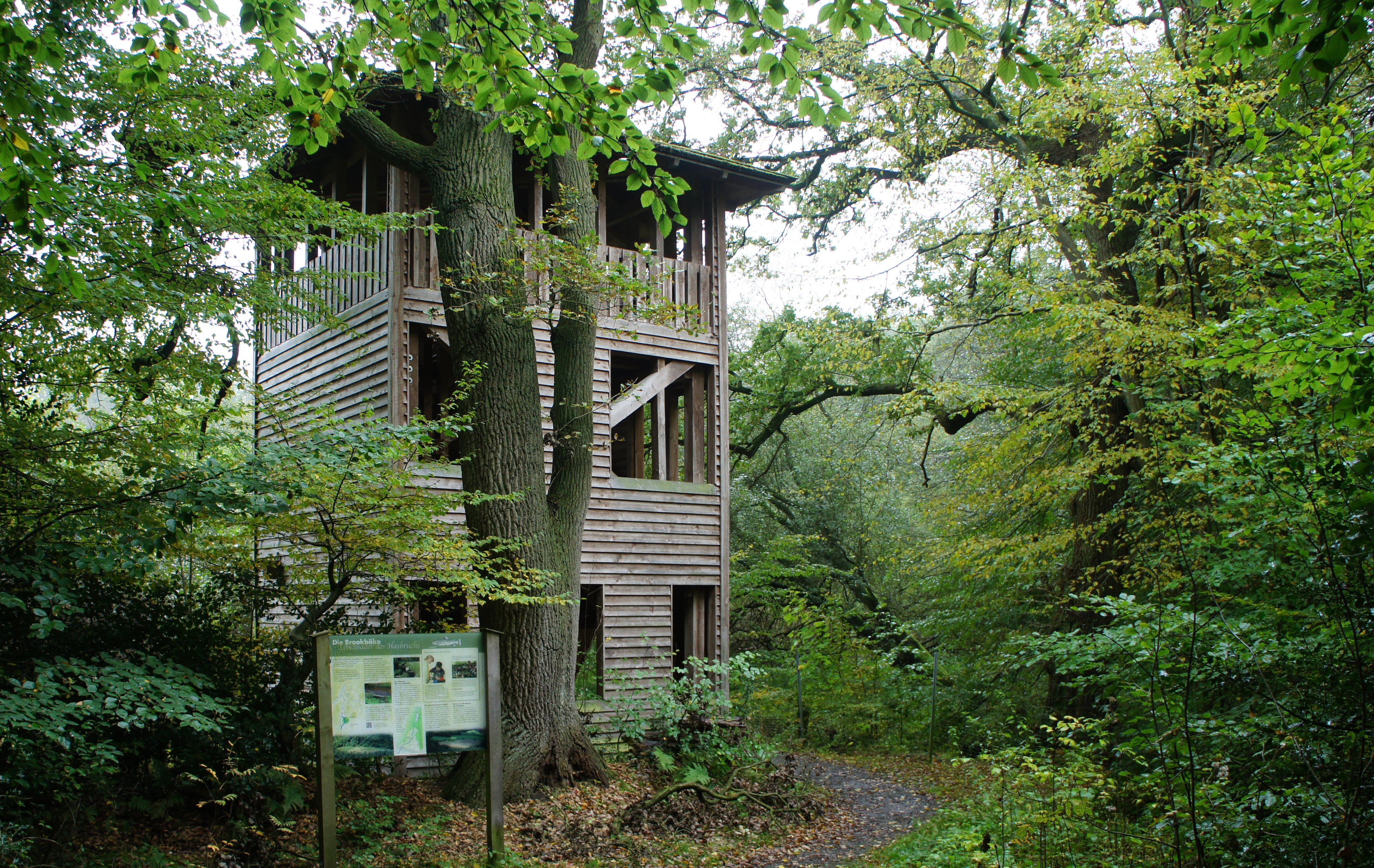
Der Aussichtsturm im Hasbruch

## Literatur

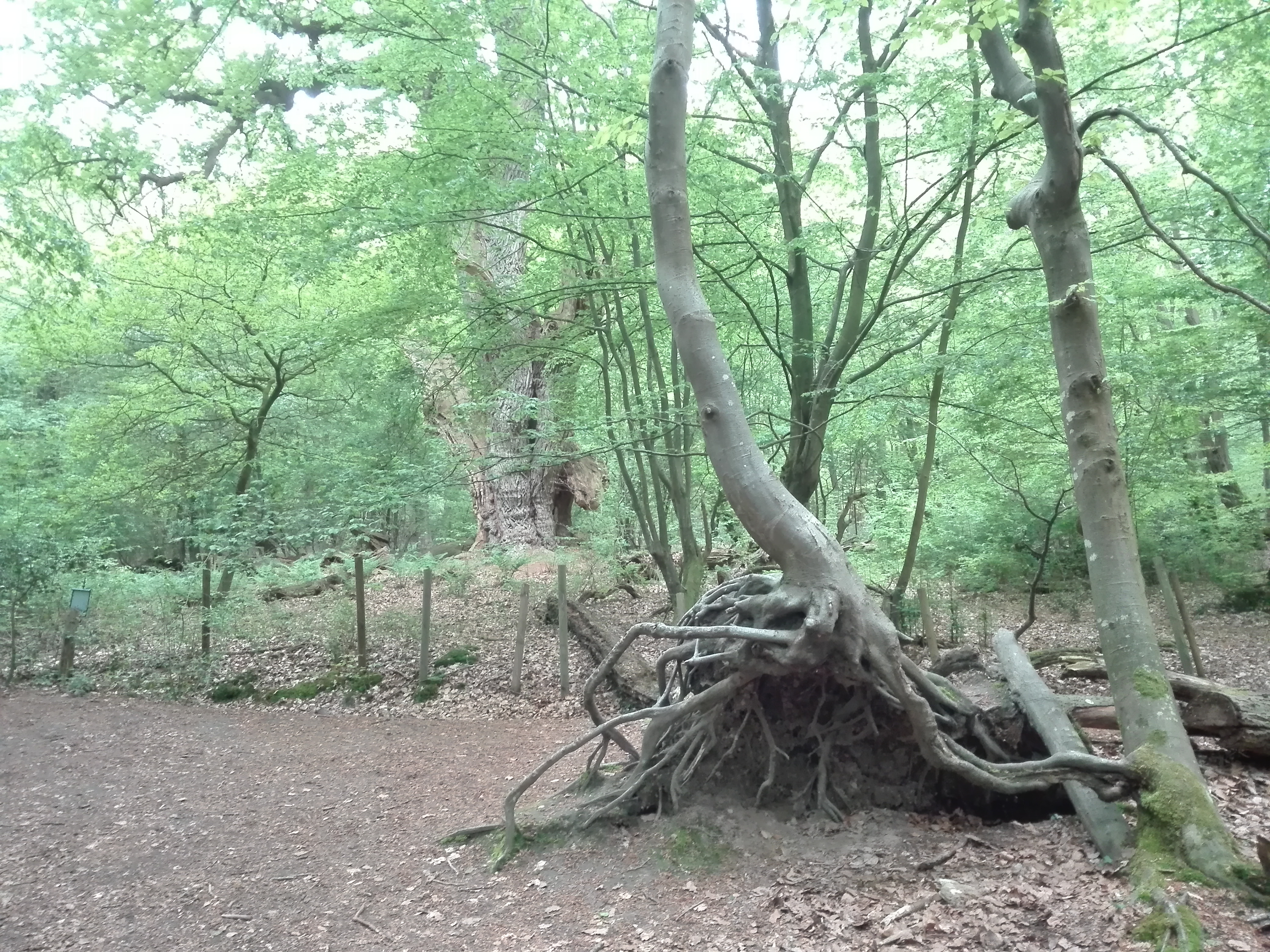
Urwaldbildung: Aus dem Wurzelstock einer umgestürzten, in Verrottung begriffenen Buche ist eine neue Buche gewachsen. Im Hintergrund die Friederikeneiche (Mai 2019)